# Nuoto invernale

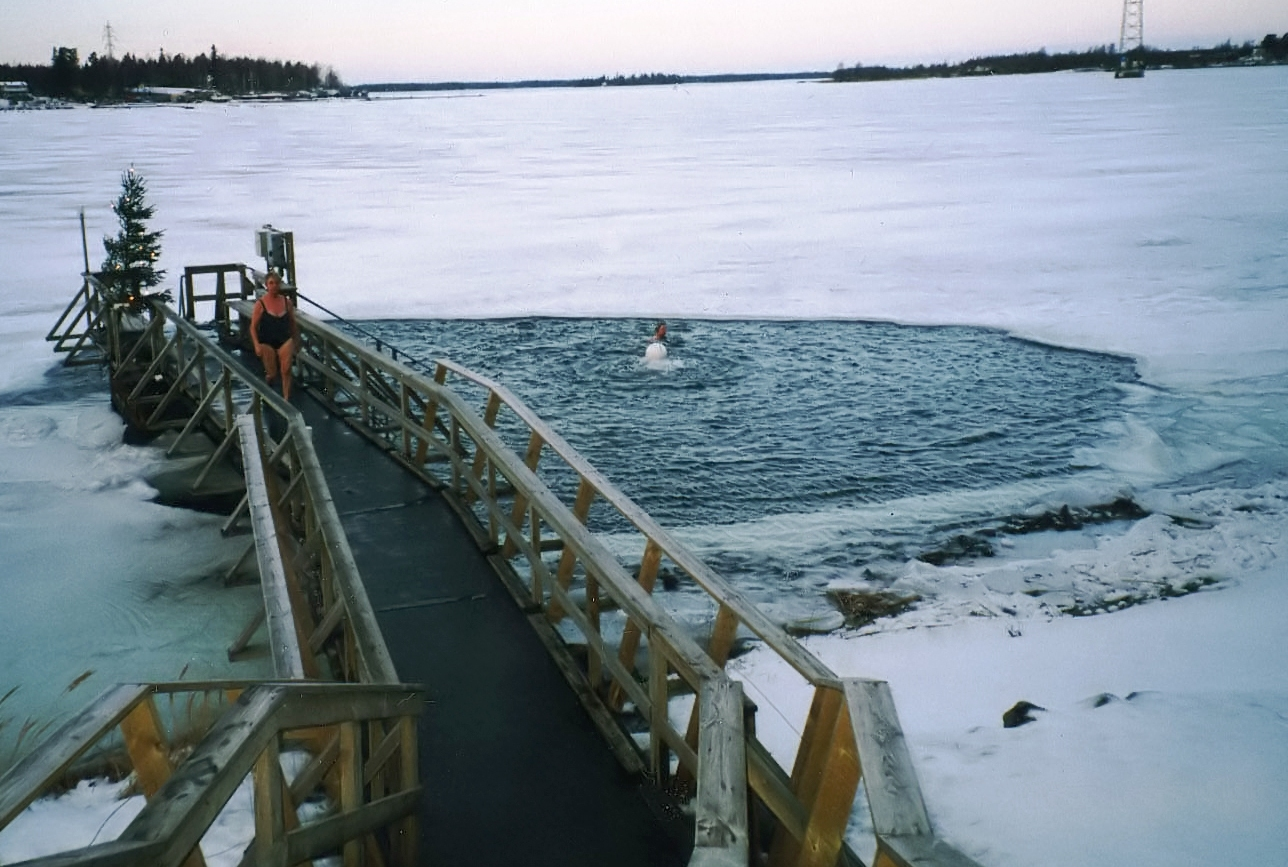
Nuoto in acqua ghiacciata in Finlandia

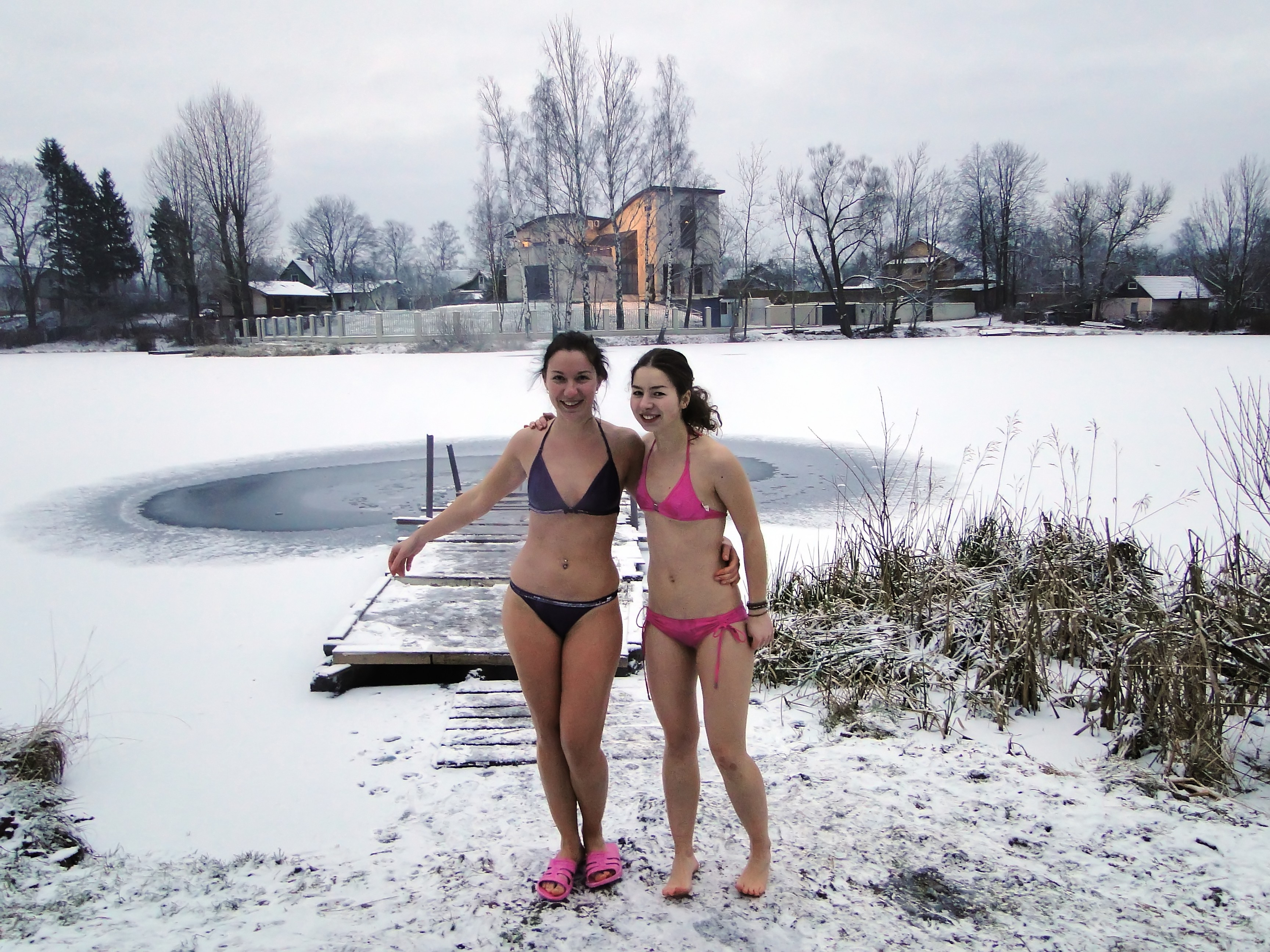
Ragazze russe pronte per una nuotata in un lago ghiacciato.

Il nuoto invernale è la pratica del nuoto durante la stagione invernale, tipicamente all'aperto (nuoto in acque libere) o più raramente in piscine o lidi non riscaldati. Nei paesi più freddi, il termine viene talvolta usato per indicare il nuoto in acque ghiacciate nei quali la superficie dell'acqua è coperta da uno strato di ghiaccio. La pratica del nuoto in tal caso, richiede la preventiva rottura dello strato di ghiaccio o l'entrata in acqua laddove il flusso di una sorgente impedisce la formazione del ghiaccio.
Nei paesi nordici dell'Europa così come nell'Europa dell'Est (es Ucraina, Russia, Finlandia e paesi baltici), il nuoto invernale è un elemento culturale tradizionale e fa parte delle celebrazioni religiose come l'Epifania dell'ortodossia orientale.
Esistono anche "concorsi di nuoto invernale". A seconda del tipo di gara i nuotatori possono indossare mute o altre protezioni termiche (guanti/scarpette) oppure unicamente costumi da bagno standard. Fra i famosi nuotatori di acque ghiacciate e i nuotatori invernali si ricordano Lynne Cox e Lewis Gordon Pugh.
Una pratica differente dal nuoto invernale, che comporta la sola immersione in acqua senza che sia richiesto nuotare, prende il nome di tuffi dell'orso polare. È diffusa in molte località del Nord America e dell'Europa dove è comunemente praticata per celebrare il capodanno.
Le gare internazionali di nuoto invernale e di nuoto in acque ghiacciate sono regolate in tutto il mondo da due organizzazioni: l'International Ice Swimming Association e l'International Winter Swimming Association. Entrambe hanno simili linee guida per le competizioni, fra cui: temperatura dell'acqua tipicamente inferiore a 5 °C (41 °F), lunghezza della vasca fissata a 25 metri (82 ft) e spesso ritagliata in specchi d'acqua ghiacciati ed infine abbigliamento dei nuotatori limitato ad occhialini, costume da bagno standard e cuffia in lattice o silicone (il neoprene non è consentito).

## Tradizioni nei vari paesi

### Paesi del nord Europa

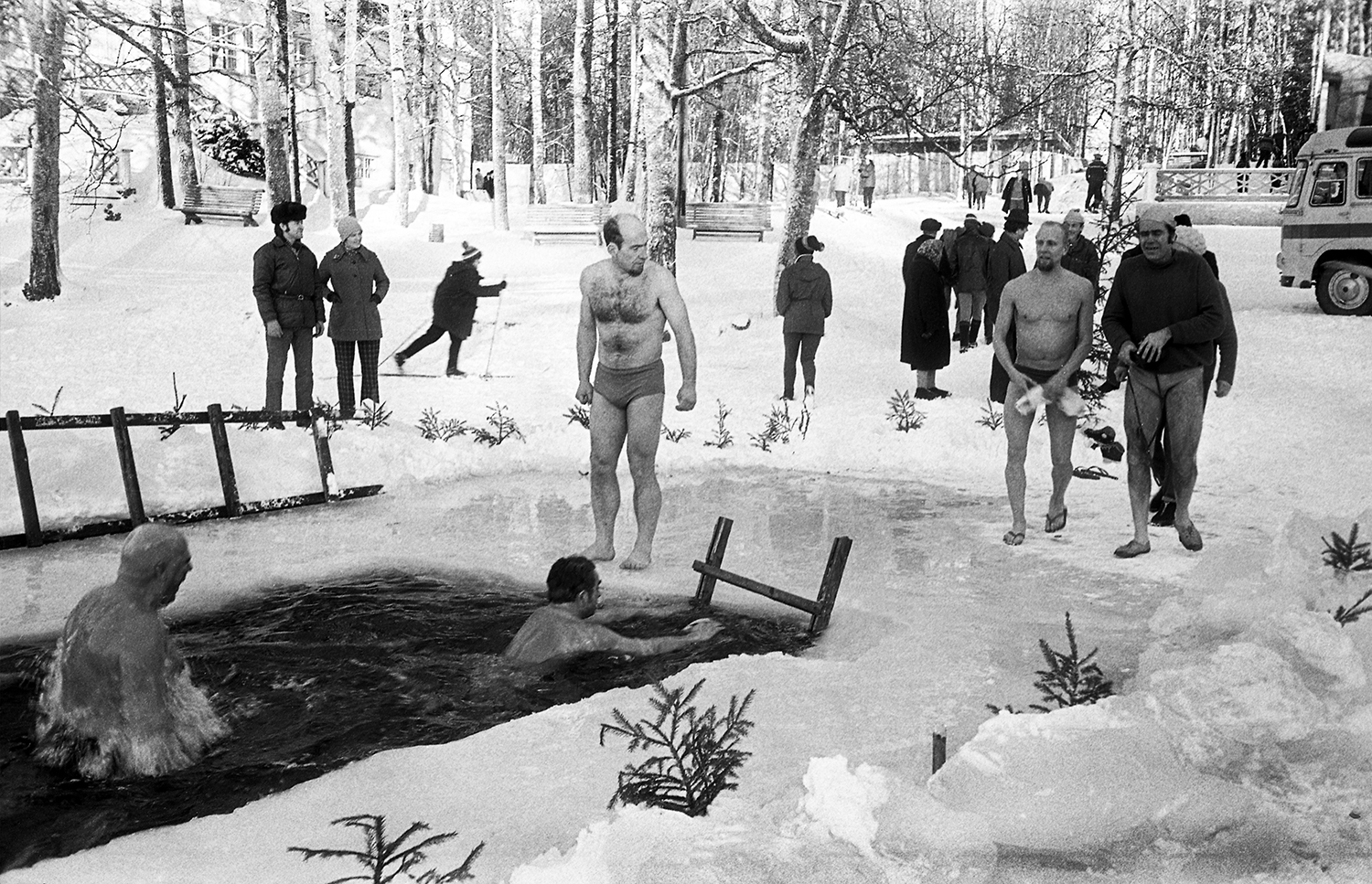
Nuoto in acqua ghiacciata in Estonia nel 1972

In Danimarca, Estonia, Finlandia, Lettonia, Lituania, Norvegia, Russia e Svezia la tradizione del nuoto in acqua ghiacciata è legata alla sauna e alle tradizioni della Banya. A differenza del dousing, l'immersione in acqua ghiacciata in questi paesi non è vista come un rituale ascetico o religioso, ma semplicemente un modo per abbassare rapidamente la temperatura corporea dopo essere stati in una sauna ed anche come pratica anti stress.
Il nuoto in acqua ghiacciata (avantouinti) è particolarmente popolare in Estonia e Finlandia e numerose organizzazioni si occupano di mantenere aperti dei fori nel ghiaccio.

### Europa occidentale

#### Regno Unito
Fra le più rinomate località per la pratica del nuoto invernale nel Regno Unito si ricorda il Serpentine Lake a Hyde Park, Londra, e l'Highgate Ponds a Hampstead.
La più grande piscina di acqua dolce del Regno Unito è il Tooting Bec Lido nel sud-ovest di Londra, dimora del South London Swimming Club. La piscina è 91 metri (100 iarde) di lunghezza ovvero quasi il doppio di una piscina olimpionica. All'approssimarsi dell'inverno e all'abbassarsi della temperatura dell'acqua, le abitudini dei nuotatori cambiano: i nuotatori rimangono sempre meno a bordo e si limitano a nuotare una o due vasche. Vi si praticano delle gare ttutto l'anno, compreso il giorno di Natale e il giorno di Capodanno.
A Clevedon, il Middle Yeo Surf Life Saving Club organizza annualmente una nuotata di Capodanno che solitamente si tiene 20 minuti prima dell'alta marea.
Il Chester Frosties è un gruppo Facebook di oltre 1.000 nuotatori che si ritrovano e nuotano tutto l'anno nel Cheshire, Lancashire, Wirral, Merseyside e nel Galles del Nord. Sono famosi per le nuotate durante i mascheretti e il nuoto contro le onde sul fiume Dee.
Infine il Sheffield Outdoor Plungers è un altro gruppo Facebook di 3.000 nuotatori che nuotano in tutte le località del Peak District e dell'area di Sheffield.

#### Belgio
Esistono diversi club in Belgio nei quali i membri nuotano tutto l'anno in una piscina, in un lago o in un fiume. Le sedi sono Bruges, Boom, Deurne, Dendermonde, Wachtebeek, Theux e Huy. La competizione più famosa attraversa la Mosa ed è tenuta dal 1963 ogni ultima domenica di febbraio.

#### Germania
L'International Ice Swimming Association ospita un evento ufficiale di nuoto in acque ghiacciate al Wöhrsee, un lago nel Burghausen.

#### Italia
A partire dagli anni 2000 il nuoto invernale si afferma anche in Italia, inizialmente presso il lago di Montorfano con una piccola comunità di gelidisti e successivamente in tutto il Nord Italia. Dal 2021 è stata inserita nel calendario delle gare in acque libere una gara di nuoto invernale presso i laghi di Avigliana.
Nel gennaio 2025 si è tenuta a Molveno, in provincia di Trento, la sesta edizione dei Campionati Mondiali di nuoto in acque gelide. L'organizzazione dell'evento è stata curata dalla International Ice Swimming Association (IISA) e ha segnato la prima volta che la competizione si è svolta sul territorio italiano.
Le gare hanno avuto luogo in una piscina da 50 metri, allestita per l'occasione presso il centro sportivo locale. Alla manifestazione hanno partecipato oltre 750 atleti, provenienti da 48 nazioni, che hanno gareggiato in acque con una temperatura registrata tra i 1,5 e i 2,9 °C. Il programma includeva diverse distanze e specialità del nuoto in acque gelide.

#### Svizzera
L'evento di nuoto invernale più importante è l'annuale Coupe de Noël che si tiene sul lago Lemano a Ginevra il 17 e 18 Dicembre (la settimana precedente il Natale). La prima edizione risale al 1934. Il numero di partecipanti dell'ultima edizione (Dicembre 2022) è stato di 4000 persone e la distanza da nuotare è fissata in circa 100 metri. La categoria nella quale concorrono la maggior parte dei partecipanti è quella umoristica nella quale si compete mascherati.

#### Paesi Bassi
A Scheveningen c'è un evento annuale noto come "Nieuwjaarsduik" o tuffo di Capodanno nel quale le persone si bagnano nell'acqua ghiacciata del Mare del Nord. Vi partecipano fino a 10mila persone.

### Europa orientale e Russia

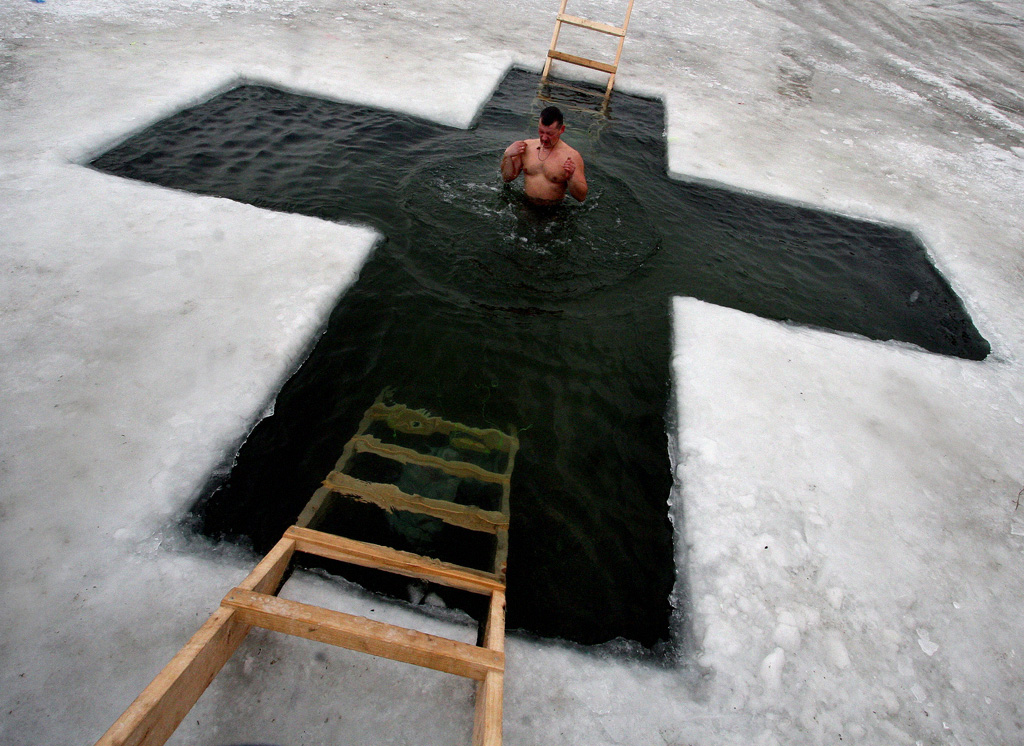
Buco nel ghiaccio a forma di croce in Russia per celebrare l'Epifania

In Russia il nuoto in acqua ghiacciata potrebbe essere stato praticato fin dai tempi pagani. Durante i tempi della Russia moscoviana nuotare nelle buche di ghiaccio era una tradizione popolare e ci sono documenti che lo fanno risalire al 1525.  Il nuoto in acqua ghiacciata era anche un'importante cerimonia di corte e un'usanza popolare nello zar di Russia.
In Russia e in altri paesi dell'Europa orientale dove il cristianesimo ortodosso è la religione prevalente, il nuoto sul ghiaccio è collegato alla celebrazione dell'Epifania. L'Epifania si celebra il 19 gennaio secondo il calendario giuliano della Chiesa ortodossa russa. Il giorno segna il battesimo di Gesù nel fiume Giordano. Per celebrarlo, vengono praticati dei fori nel ghiaccio su fiumi, laghi o altri specchi d'acqua. I fori sono solitamente a forma di croce cristiana o ortodossa. Verso mezzanotte, i fedeli si immergono tre volte nell'acqua per onorare la Santissima Trinità e sono seguiti dalla recita di una preghiera di un sacerdote.
Il nuoto in acqua ghiacciata durante l'Epifania è un fenomeno relativamente nuovo. Prima della Rivoluzione d'ottobre del 1917 era una usanza ristretta e si verificava ancora meno frequentemente ai tempo dell'Unione Sovietica, quando i cristiani erano perseguitati. Ma negli anni '90, dalla dissoluzione dell'Unione Sovietica, il rituale è diventato molto popolare.  Solo a Mosca, durante l'Epifania del 2010, 30.000 fedeli hanno nuotato in fori nel ghiaccio in 37 fonti. C'è una credenza popolare, non approvato dalla Chiesa ortodossa russa, che tale pratica elimini i peccati di una persona. Durante le vacanze russe del gennaio 2020, due milioni di persone hanno praticato il nuoto in acqua ghiacciata per il battesimo di Gesù.
Il nuoto in acqua ghiacciata è praticato durante tutto l'inverno anche dal Walrus Clubs, i cui membri sono chiamati "trichechi".
In altri paesi dell'Europa orientale come la Bulgaria e la Romania, l'Epifania si celebra il 6 gennaio. Qui è tradizione che i sacerdoti ortodossi gettino nell'acqua croci di legno che verranno recuperate dai fedeli. È credenza che coloro che riporteranno una croce libereranno la propria anima dagli spiriti maligni.  Altri paesi con la medesima usanza sono la Serbia e il Montenegro.

### Asia

#### Cina
In Cina sono presenti 141 organizzazioni di nuoto invernale, con più di 200.000 membri. L'età dei nuotatori va da meno di 10 anni a più di 80. A Pechino ci sono luoghi di balneazione invernale come Shichahai (什刹海), Yu Yuantan (玉渊潭) e la piscina Xihu nell'Università di Qinghua, ecc.
Ad Harbin, nel nord della Cina, molti effettuano delle nuotate in acque ghiacciate nel fiume Songhua. Un altro luogo nel quale si tiene un festival annuale di nuoto invernale è Jinan. L'evento più importante è la nuotata attraverso il lago Daming per circa 300 metri (980 ft). A Taiyuan, dove la temperatura invernale dell'aria spesso scende sotto i −10 °C, centinaia di uomini e donne nuotano quotidianamente nel fiume Fen.
A Dalian, una città costiera nel nord-est della Cina, ci sono centinaia di persone che nuotano nel mare in inverno. Alcune di esse frequentano le spiagge della città come Fujiazhuang, Xinghai Square e Shicao. La maggior parte dei nuotatori sceglie di andare in spiaggia a mezzogiorno ma sulla spiaggia dell'isola di Bangchuidao ci sono anche alcuni bagnanti che nuotano prima dell'alba.
Jinan dal 2014 è anche la sede degli annuali festival nazionali cinesi di nuoto invernale. Le competizioni che si sono tenute fra il 2016 ed il 2019 hanno adottato il regolamento cinese mentre dalla stagione 2019/2020 per la 3ª tappa della Coppa del Mondo si sono usate le regole della International Winter Swimming Association (IWSA). Oltre alle gare effettuate in una piscina interna al lago, l'evento principale ed il più lungo, è la nuotata di 300 m (980 ft) dall'isola di Huxin fino alla spiazzo dedicato alla Coppa del mondo.

### Oceania

#### Australia
Nel New South Wales, il Bronte Splashers Winter Swimming Club afferma di essere il più antico club di nuoto invernale del mondo fondato nel 1921.

### Nord America

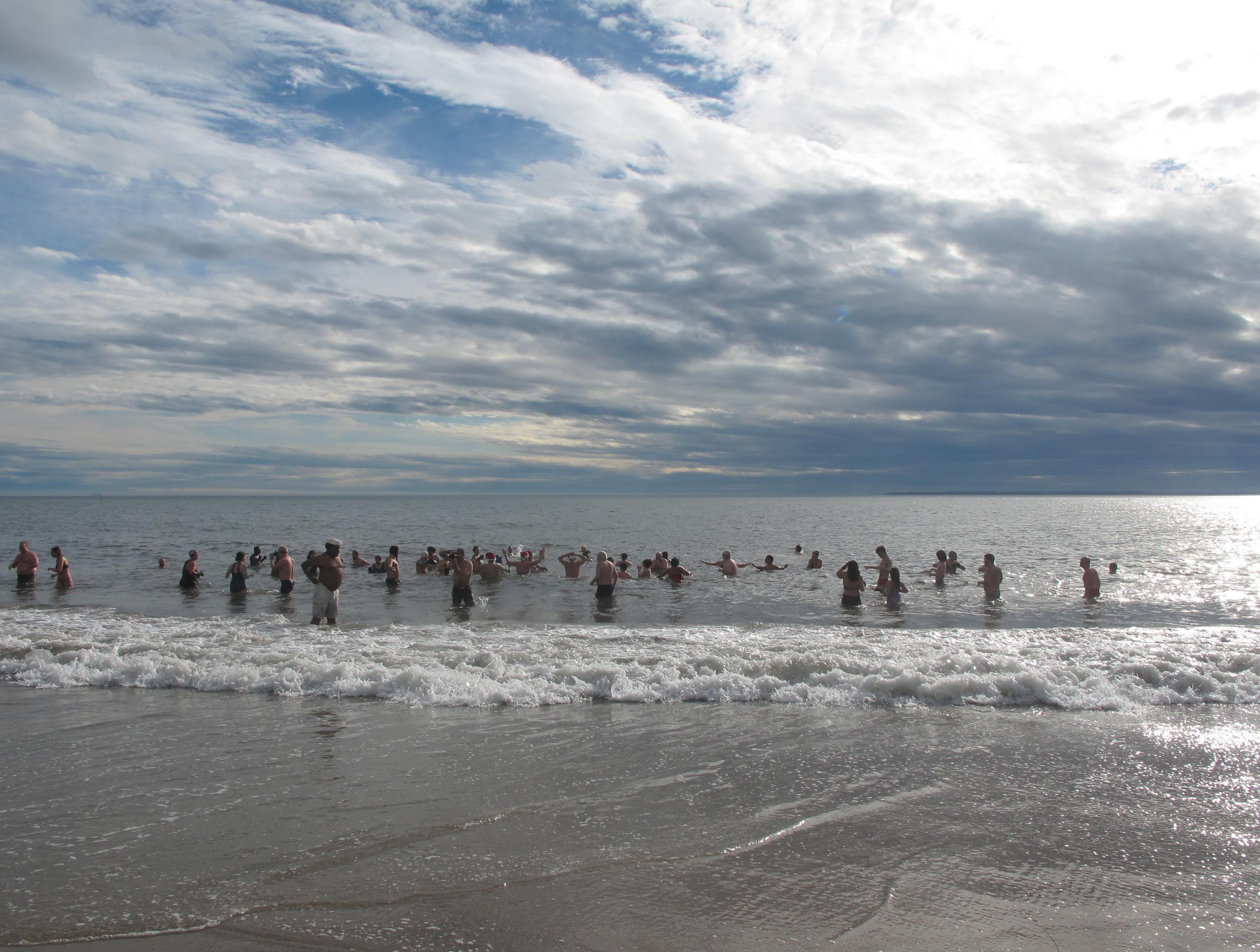
Il club degli orsi polari di Coney Island in acqua il 22 dicembre 2013

I membri dei "club degli orsi polari" canadesi e americani fanno bagni e nuotate all'aria aperta in pieno inverno. In alcune aree la pratica, è abbastanza insolita o comunque festiva da attirare l'attenzione della stampa. I "tuffi dell'orso polare" sono condotti come raccolta fondi per beneficenza, in particolare per le Olimpiadi speciali. Questi eventi in realtà non comportano il nuoto, ma l'entrata ed uscita nell'acqua correndo. Nella sitcom Seinfeld, il personaggio Cosmo Kramer si iscrive brevemente a un club di orsi polari di New York.
Il professore immigrato russo Louis Sugarman di Little Falls, NY, fu il primo americano a diventare famoso come nuotatore di acque ghiacciate negli anni 90 dell'Ottocento. Ai tempi fece scalpore in tutto il mondo la sua abitudine di tuffarsi quotidianamente nel fiume Mohawk anche quando il termometro esterno segnava la temperatura di −31 °C. Si guadagnò il soprannome di "l'orso polare umano".
Il più vecchio club di nuoto in acque ghiacciate degli Stati Uniti è il Coney Island Polar Bear Club di Coney Island, New York. Fu fondato nel 1903 da Bernarr MacFadden. Il club organizza nuotate nell'Oceano Atlantico ogni domenica da novembre ad aprile e un tuffo polare tutti i capodanni.

## Effetti sulla salute

### Benefici

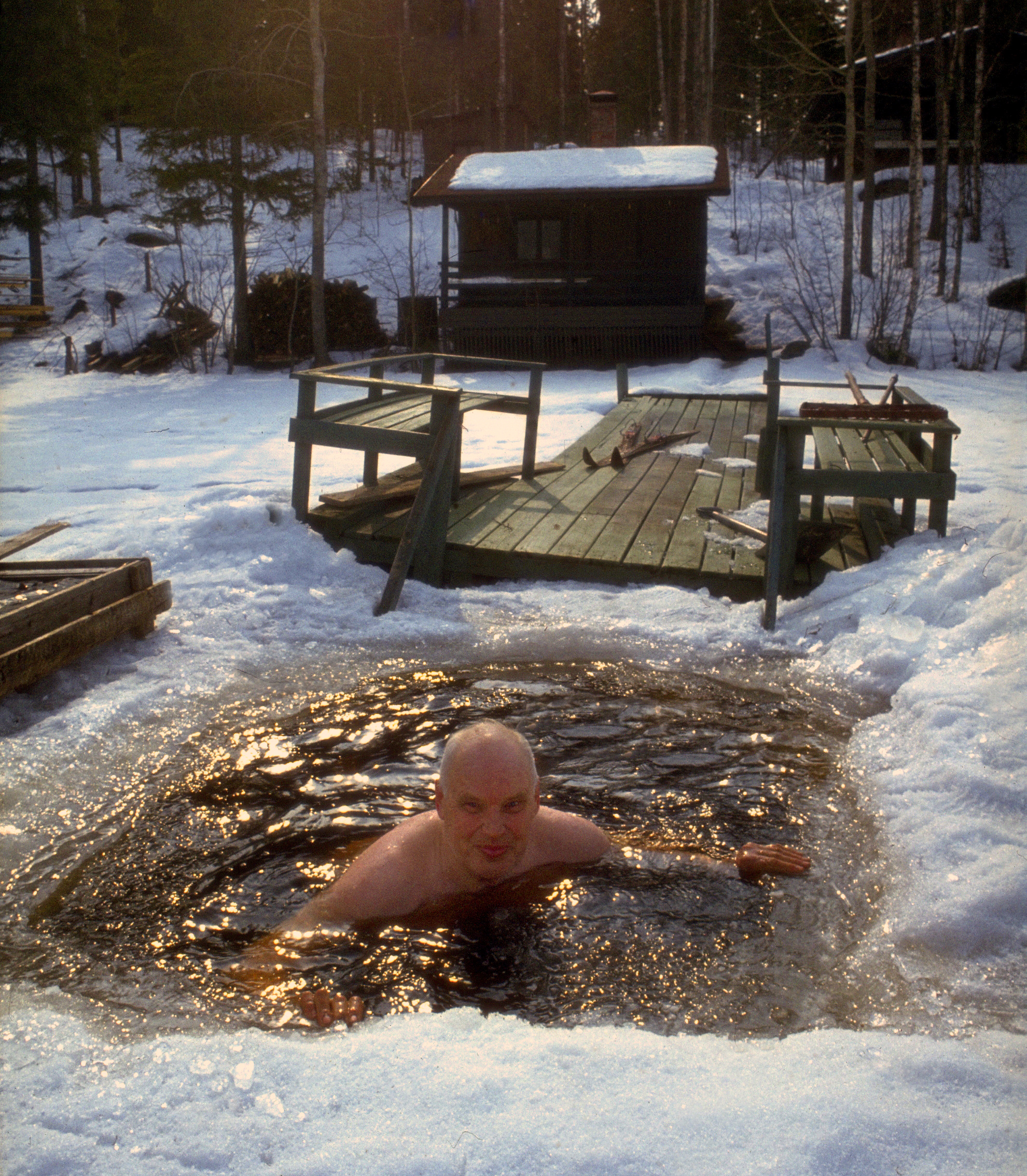
Un uomo sorride alla telecamera mentre si immerge in acqua ghiacciata in un cottage estivo in Finlandia.

Sebbene ci siano rischi associati alla pratica del nuoto in acque invernali, gli studi scientifici forniscono anche le dimostrazioni dei seguenti benefici per la salute.
I nuotatori invernali rispetto ad un gruppo di controllo, mostrano livelli più bassi di stress e fatica e maggior vigore. Sostengono di ricordare meglio, un umore migliore e sentirsi più energici, attivi e vivaci. I nuotatori che soffrono di reumatismi, fibromialgia o asma riferiscono che il nuoto invernale gli allevia il dolore.
Sembrerebbe inoltre che i nuotatori invernali contraggano malattie meno frequentemente della popolazione generale. L'incidenza di malattie infettive del tratto respiratorio superiore è inferiore del 40% tra i nuotatori invernali rispetto a un gruppo di controllo. Le brevi esposizioni dell'intero corpo all'acqua fredda producono stress ossidativo, che fa sviluppare una aumentata protezione antiossidante.

### Rischi
Il nuoto invernale può essere pericoloso per colore che non sono abituati a nuotare in acque molto fredde. L'immersione in acqua fredda può causare uno shock termico detto sindrome da idrocuzione che si manifesta con un incontrollabile bisogno di respirare seguito da iperventilazione (respirazione rapida ed affannosa). Il respiro affannoso può indurre una persona a ingerire acqua e condurre all'annegamento.
Altri rischi sono di carattere cardiaco. L'immersione in acqua fredda, porta ad una vasocostrizione periferica ed un innalzamento della pressione sanguigna. In persone affette da problemi cardiaci questo può essere problematico.
Infine un ulteriore rischio è rappresentato dal momento in cui si esce dall'acqua ed il sangue riprende a fluire in modo più importante verso le estremità. Quando questo succede la temperatura del sangue che ritorna al cuore si abbassa. Il ritorno al cuore di sangue freddo può causare fibrillazione e conseguente arresto cardiaco.
La risposta allo shock da freddo e l'arresto cardiaco sono le cause più comuni di morte legate all'immersione in acqua fredda.
Il bagno invernale non è pericoloso per le persone sane, ma dovrebbe essere evitato da persone con malattie cardiache, respiratorie, ipertensione e aritmie ed allo stesso modo da bambini e anziani. Attraverso l'allenamento i nuotatori invernali esperti riescono a controllare lo shock termico.
L'ipotermia invece rappresenta un rischio minore. Secondo Tucker e Dugas, anche con una temperatura di 0 °C ci vogliono più di 30 minuti perché la temperatura corporea si abbassi tanto da far sopraggiungere un ipotermia e molte persone probabilmente sarebbero in grado di sopravvivere per quasi un'ora. Tuttavia, non c'è consenso su queste cifre; secondo diverse stime una persona può sopravvivere per 45 minuti in acqua a 0,3 °C, ma lo sfinimento o la perdita di coscienza si presenta molto prima, già nei primi 15 minuti. Il consumo di alcol prima dei bagni invernali dovrebbe essere evitato perché accelera l'insorgenza e la progressione dell'ipotermia.
Un'attenzione particolare va posta durante i bagni invernali in piscine e mari delle regioni polari. Il cloro aggiunto all'acqua delle piscine e il sale nell'acqua di mare permettono all'acqua di rimanere liquida a temperature sotto lo zero. Nuotare in tali acque è molto più impegnativo e pericoloso. L'esperto nuotatore invernale Lewis Gordon Pugh nuotò vicino al Polo Nord con una temperatura di −1,7 °C subendo una lesione da congelamento alle dita. Gli ci vollero quattro mesi per ritrovare la sensibilità nelle sue mani.